# Kristen Bording (dokumentarfilm)
Kristen Bording er en dansk dokumentarfilm fra 1958 instrueret af Erik Fiehn.

## Handling
Forhenværende landbrugsminister Kristen Bording interviewes dels i hjemmet i Kastrup 30. maj 1956 og i atelieret den 8. marts 1956. Her fortæller han om sit politiske virke og om baggrunden herfor.